# 2000年世界博览会
2000年世界博览会是2000年6月1日至10月31日在德国汉诺威举行的世界博览会。会场设在汉诺威展览会场，这是举行CeBIT的会场。该次世博会并未取得经济收益。
园区由 Arnaboldi / Cavadini 工作室，Locarno 和 AS&P 建筑事务所共同规划。

## 历史

### 申請
国际展览局于1990年6月14日决定将2000年世界博览会交由汉诺威承办，其与多伦多的票数仅为一票之差（21：20）。1992年 Arnaboldi / Cavadini 工作室 和 Locarno 事务所中标参与场址规划。

### 展览
本次博览会在2000年6月1日周四向公众开放，10月31日结束，会期5个月。
世博园区位于1,000,000平方米的汉诺威展览会场，后又额外修建了60万平方米的场地。预计的参观人数是40,000,000人，但实际仅有25,210,000人参观。财务赤字达600,000,000美元。世博会门票费用为69德国马克，这与其他展览会相比昂贵得多，世博会运营期间也缺乏企业赞助。导致世博会失败的部分原因是未能向公众传达该次世博会的一个清晰的理念。

## 吉祥物

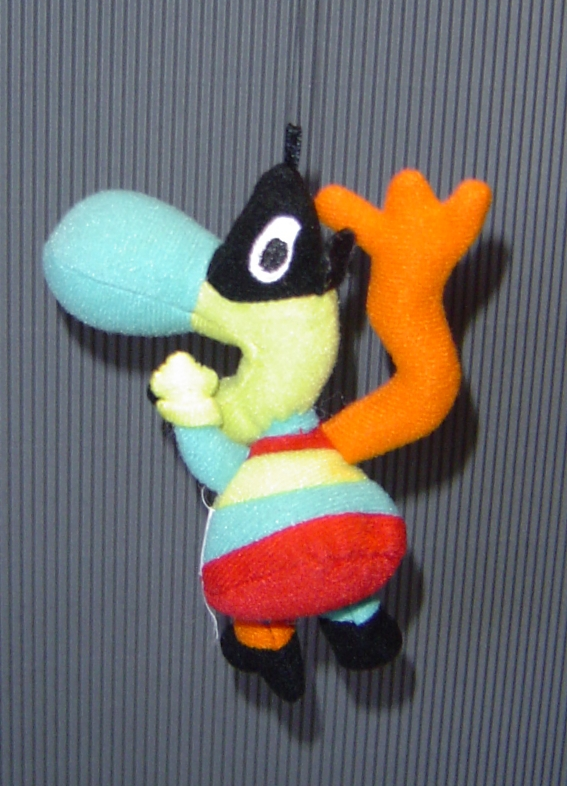
特维普西布偶

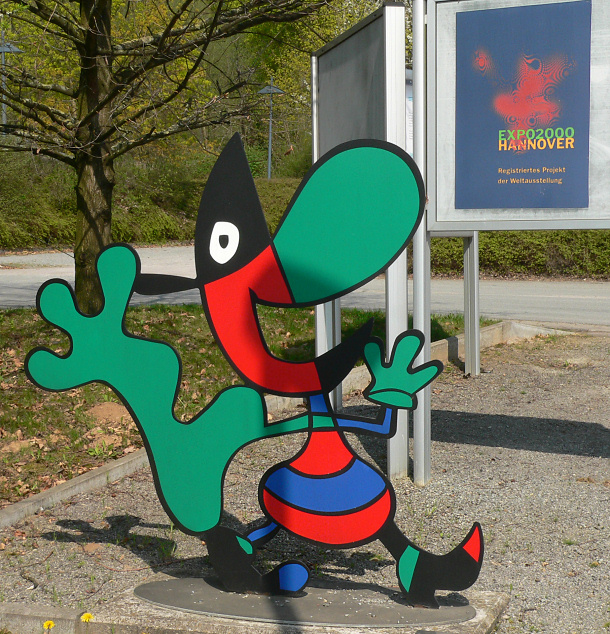
在展覽會場的特维普西

特维普西（Twipsy）是2000年世博的官方吉祥物，現場有販售其T恤、馬克杯、手錶等周邊紀念品，此外，還有販賣真人版大小布偶及發行特维普西郵票。特维普西也在會場及其他國家宣傳。

## 展馆

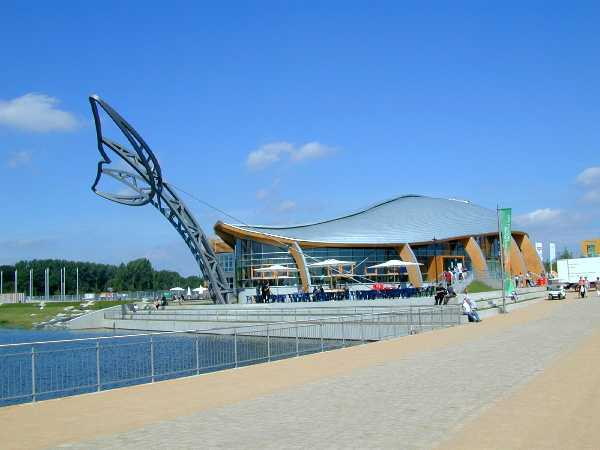
希望馆

### 主题馆
- 21世纪
- 行星愿景
- 人类
- 知识
- 可移动性
- 通信
- 能源
- 健康
- 营养
- 环境
- 基本需求
- 未来的劳动

### 国家馆
共计155个国家参加了本次世博会。

## 會場圖片

### 國家展館

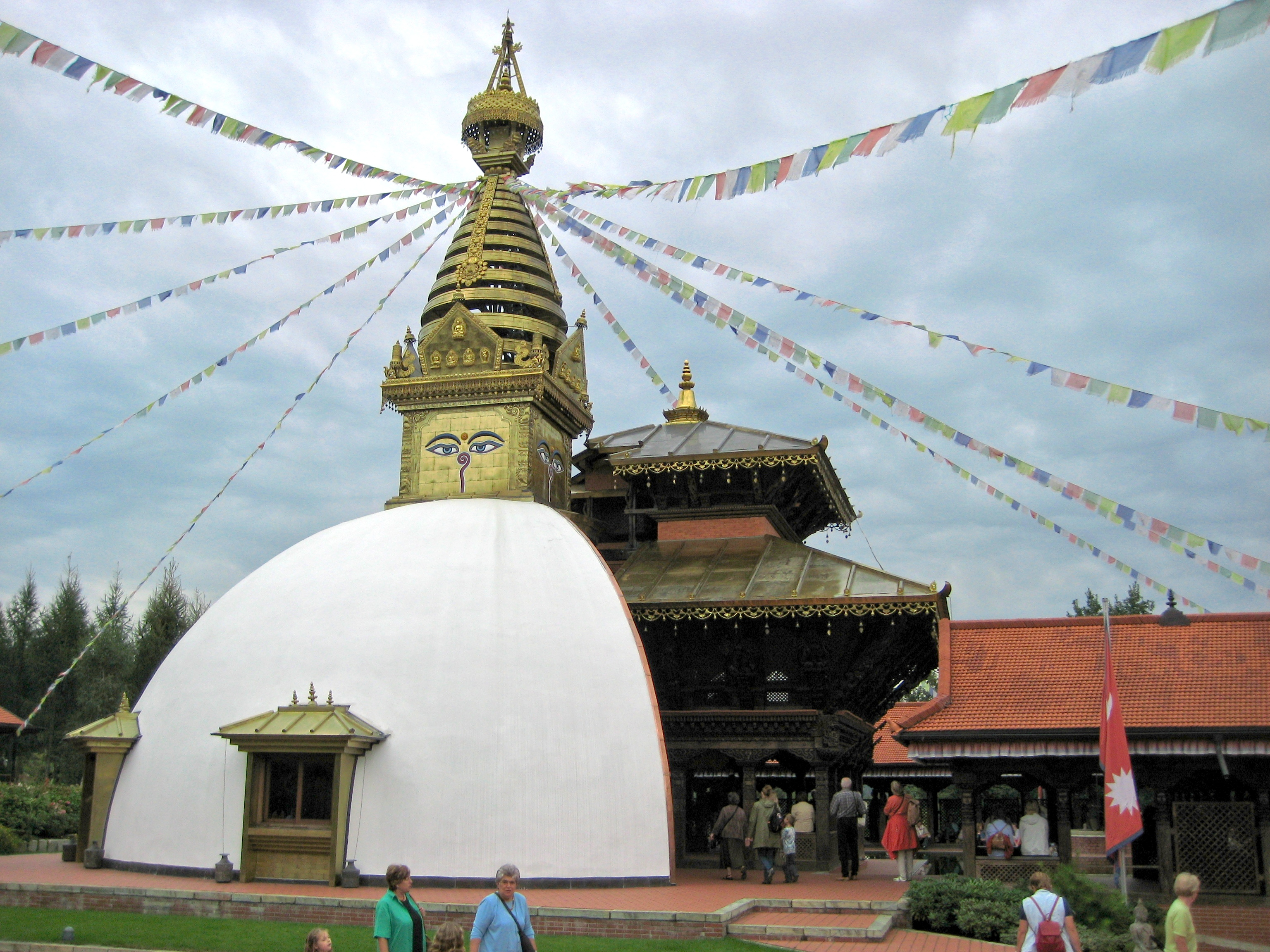
尼泊爾館
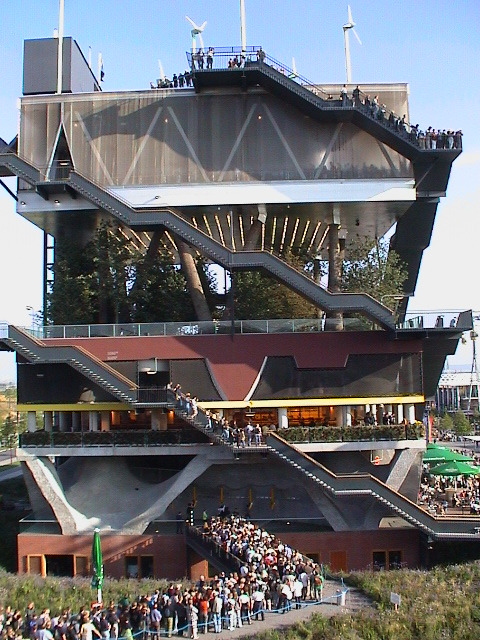
荷兰馆
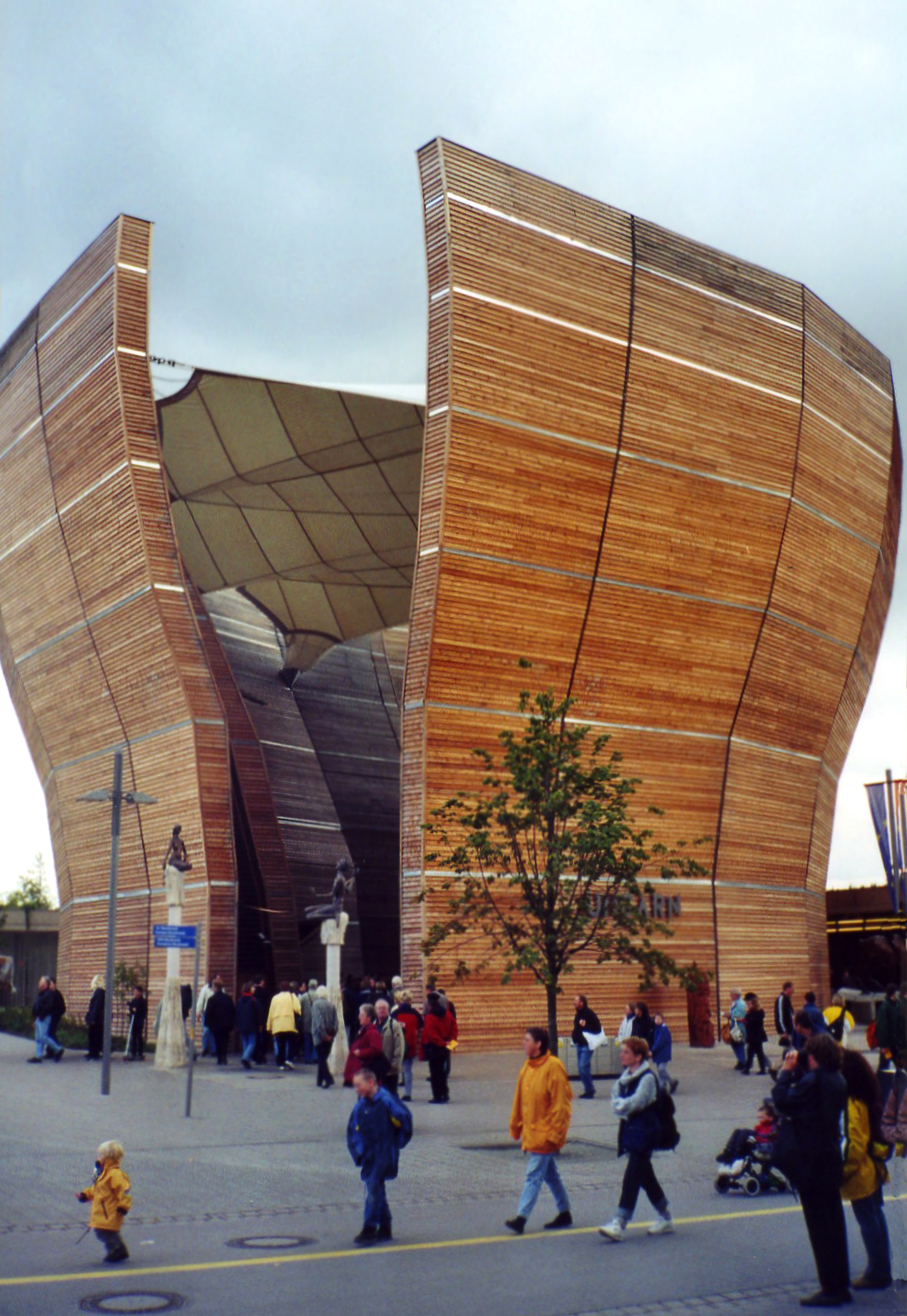
匈牙利馆
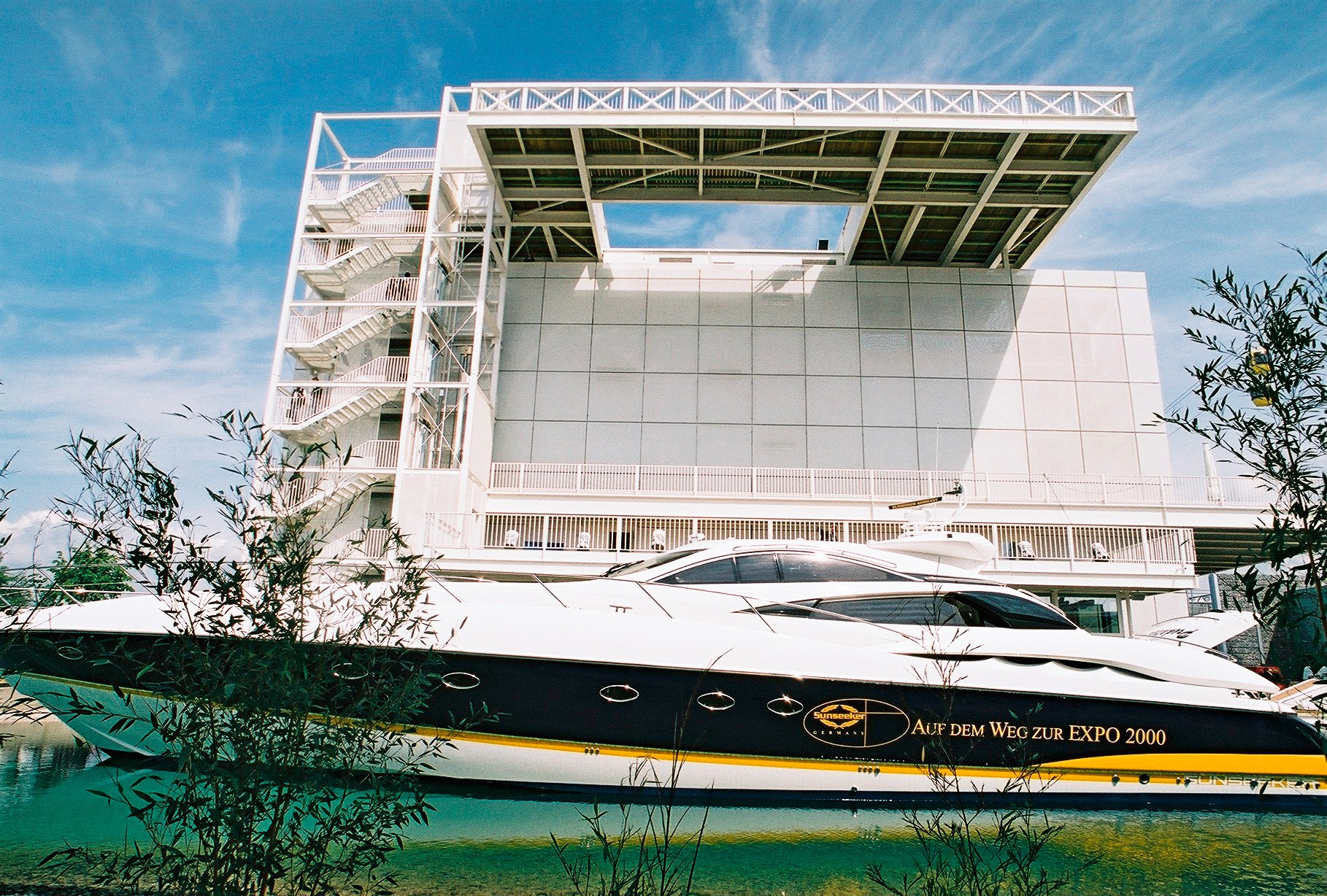
摩納哥館
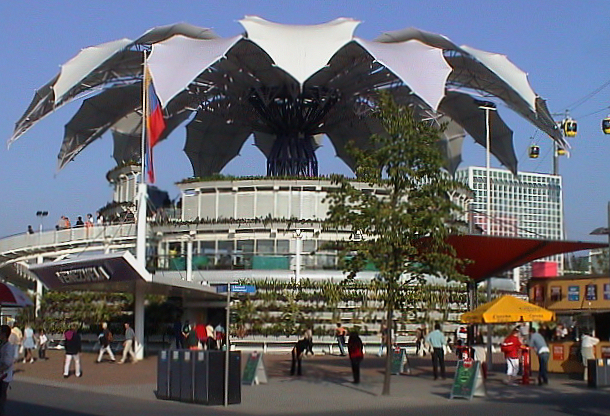
委內瑞拉館
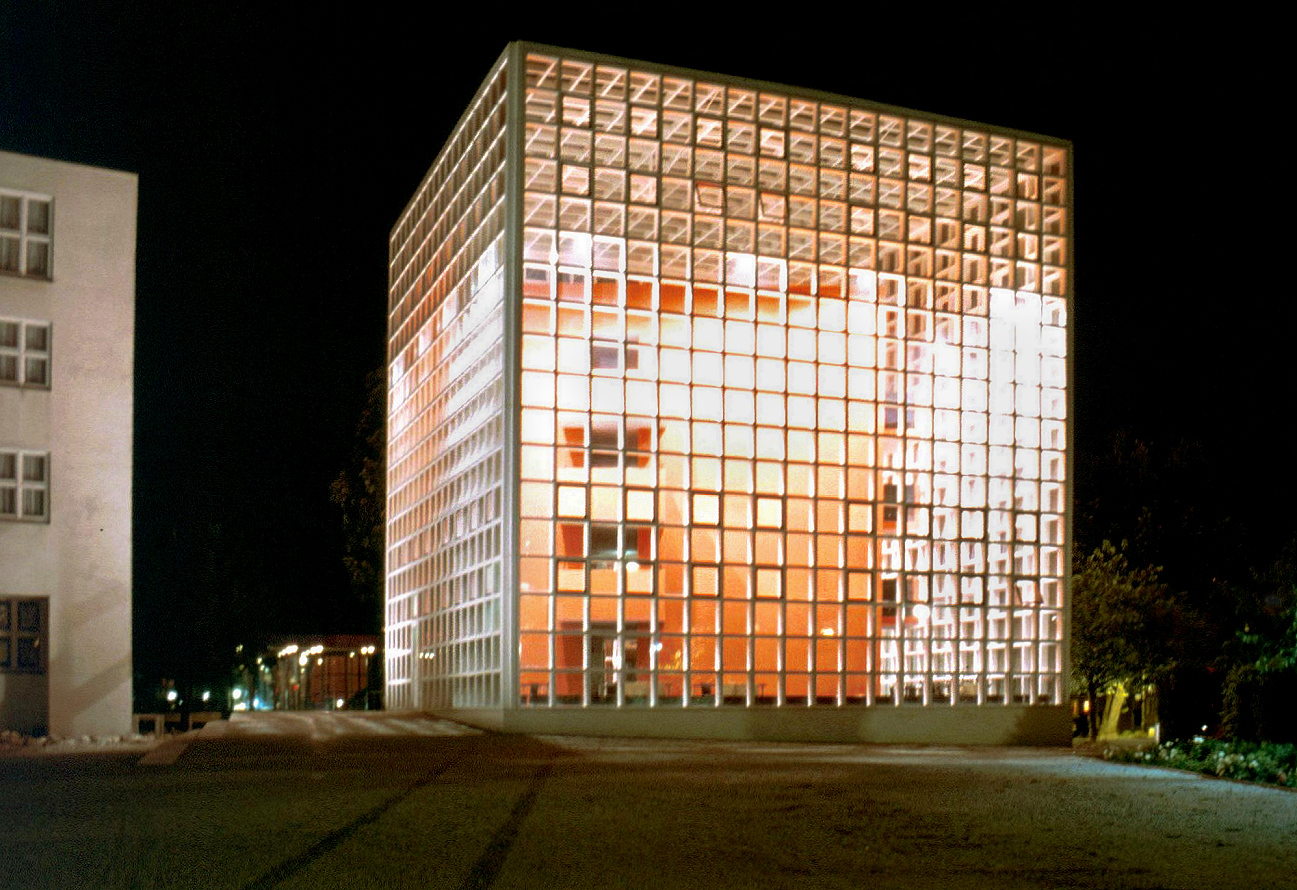
墨西哥館
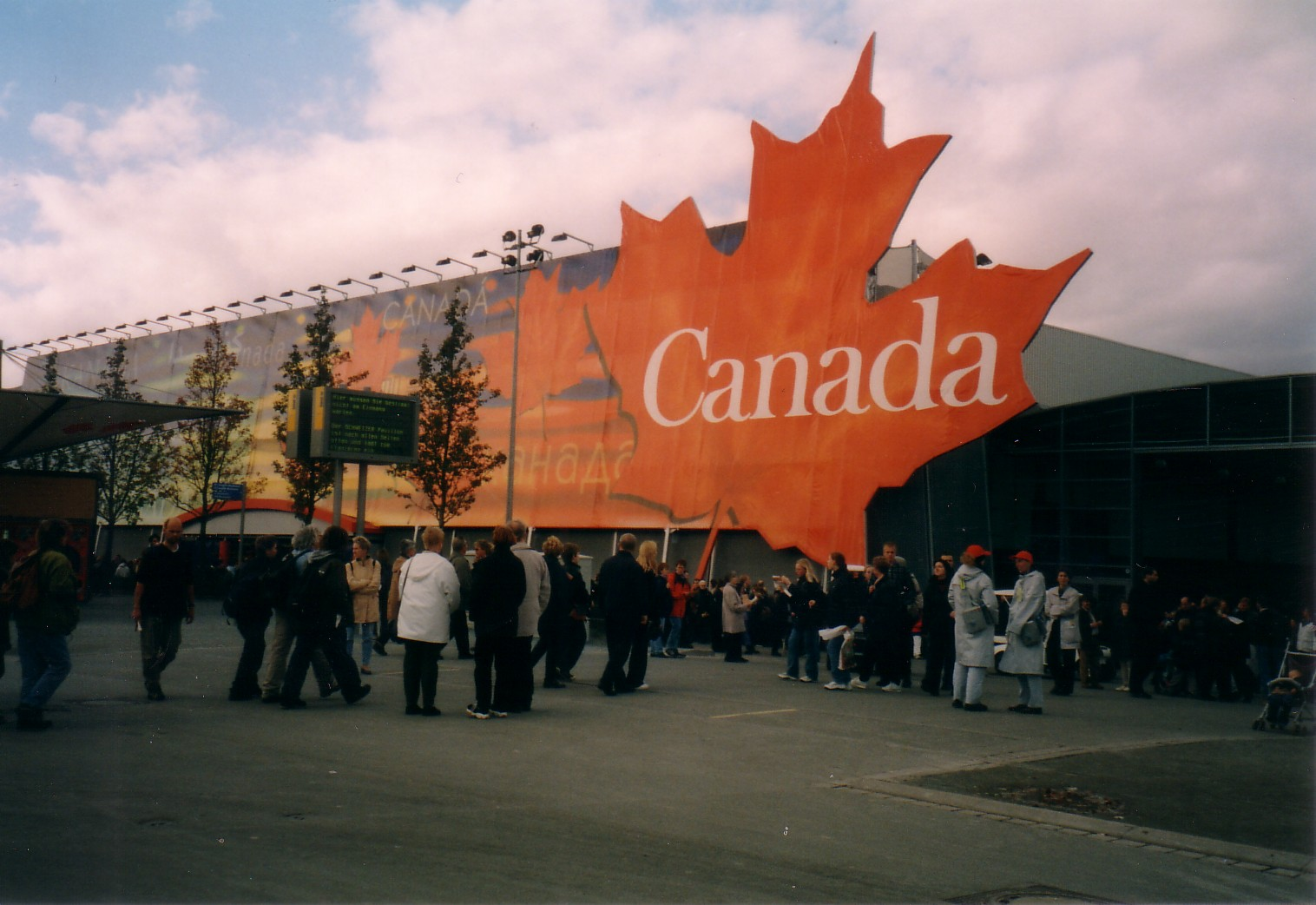
加拿大館
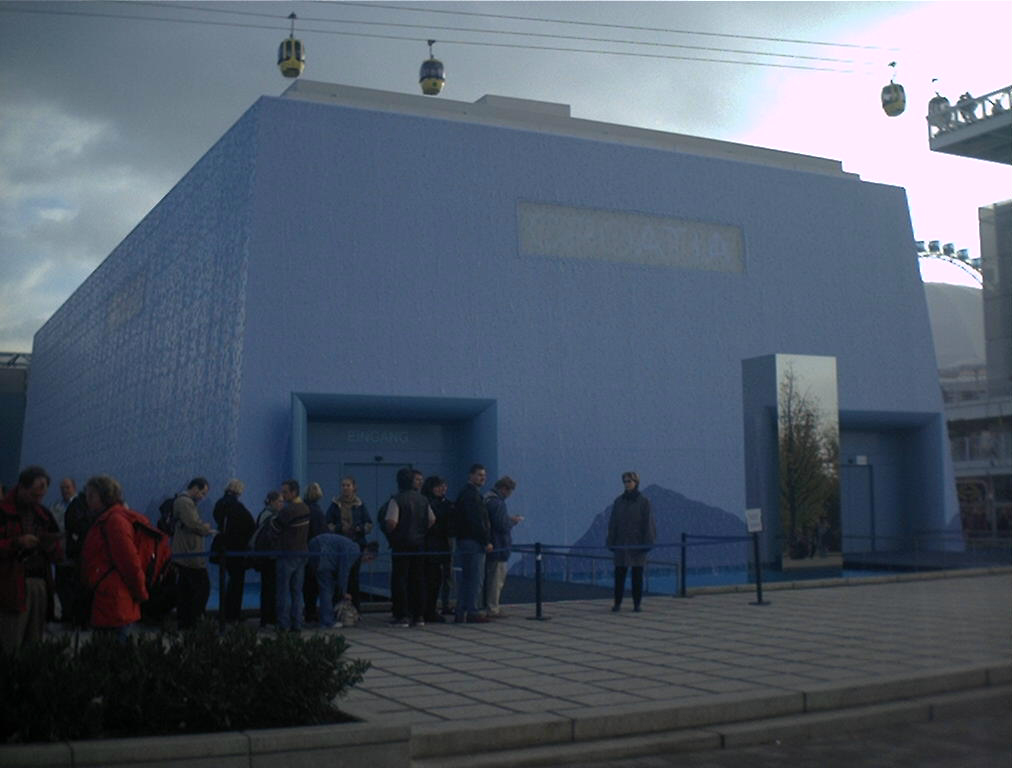
克羅埃西亞館
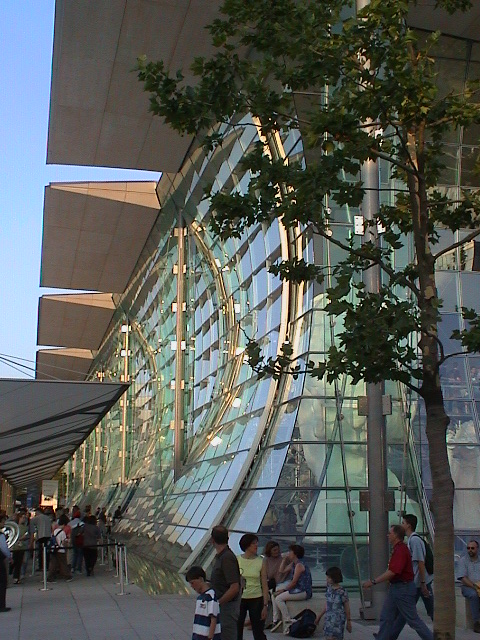
德國館
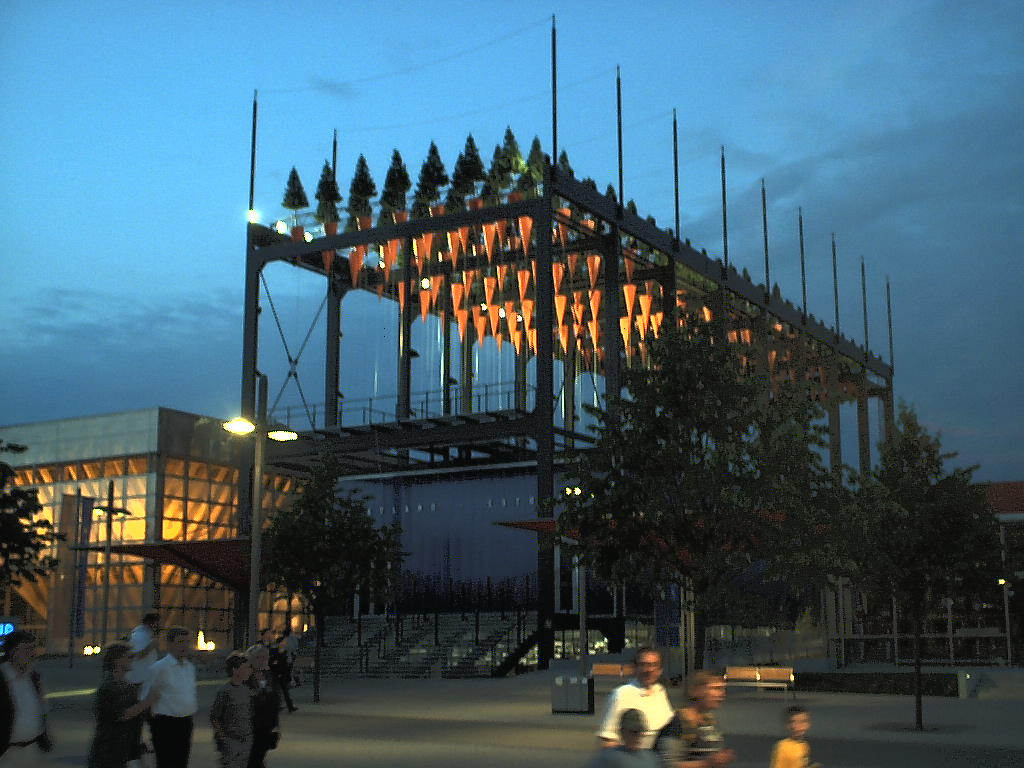
愛沙尼亞館
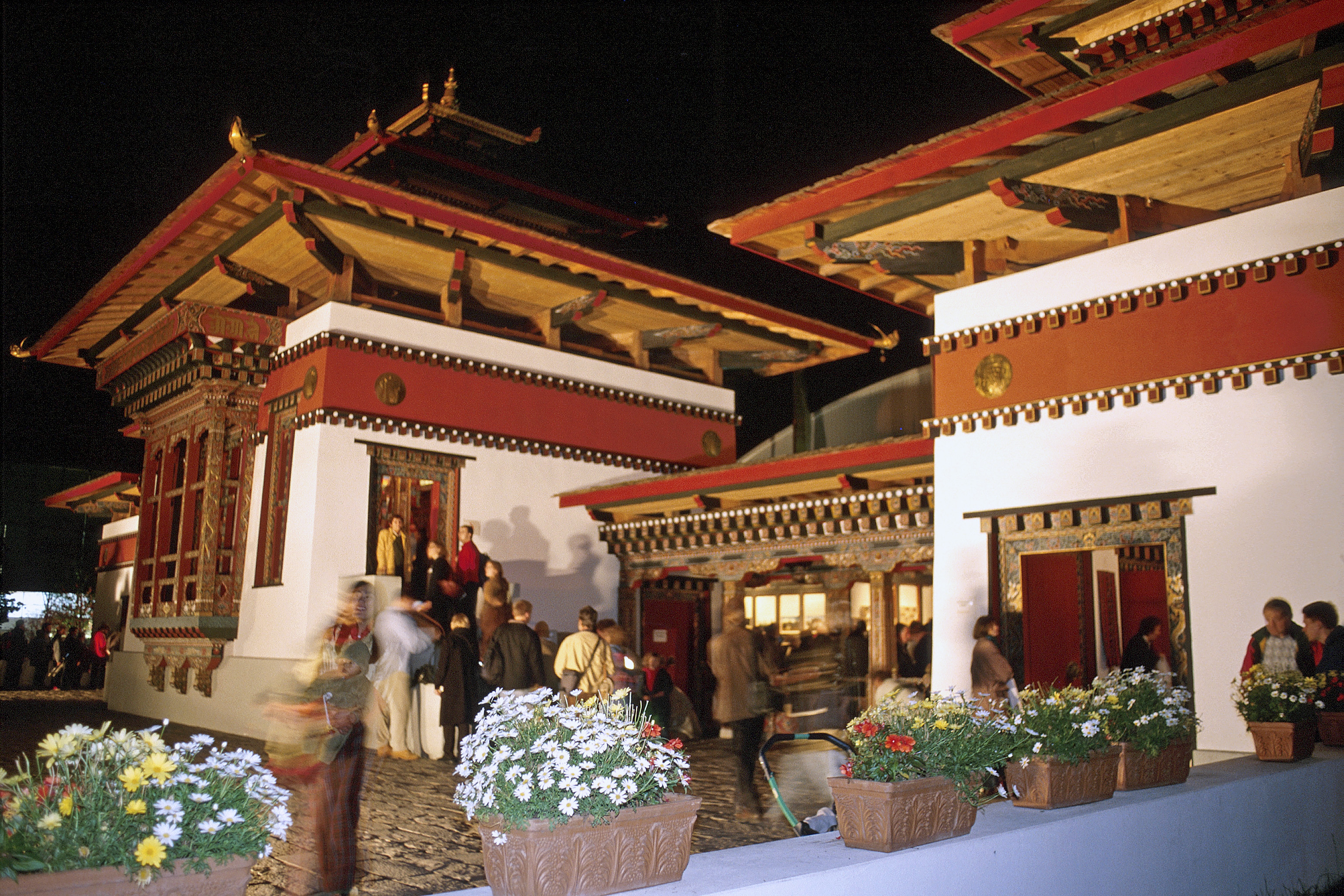
不丹館
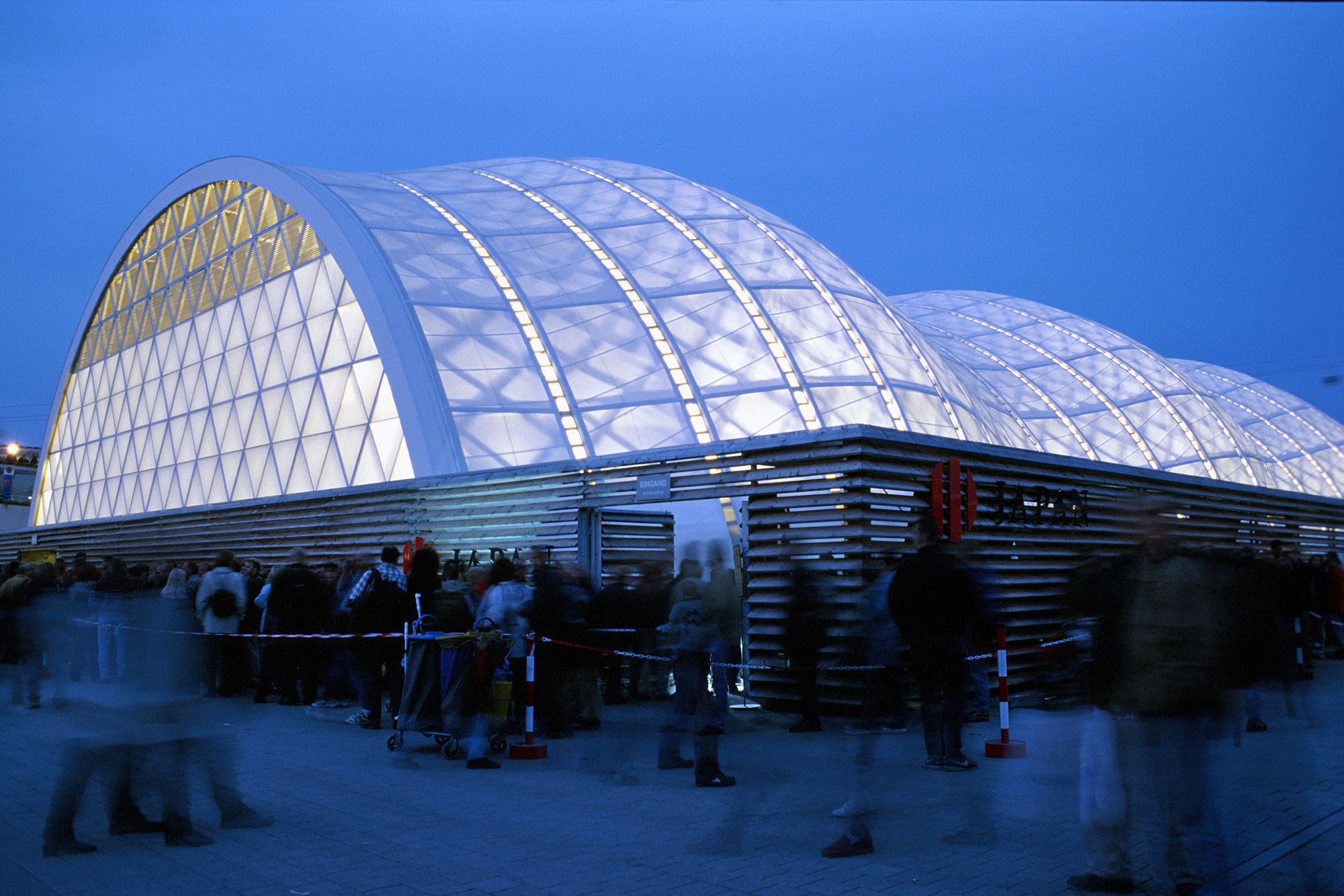
日本館
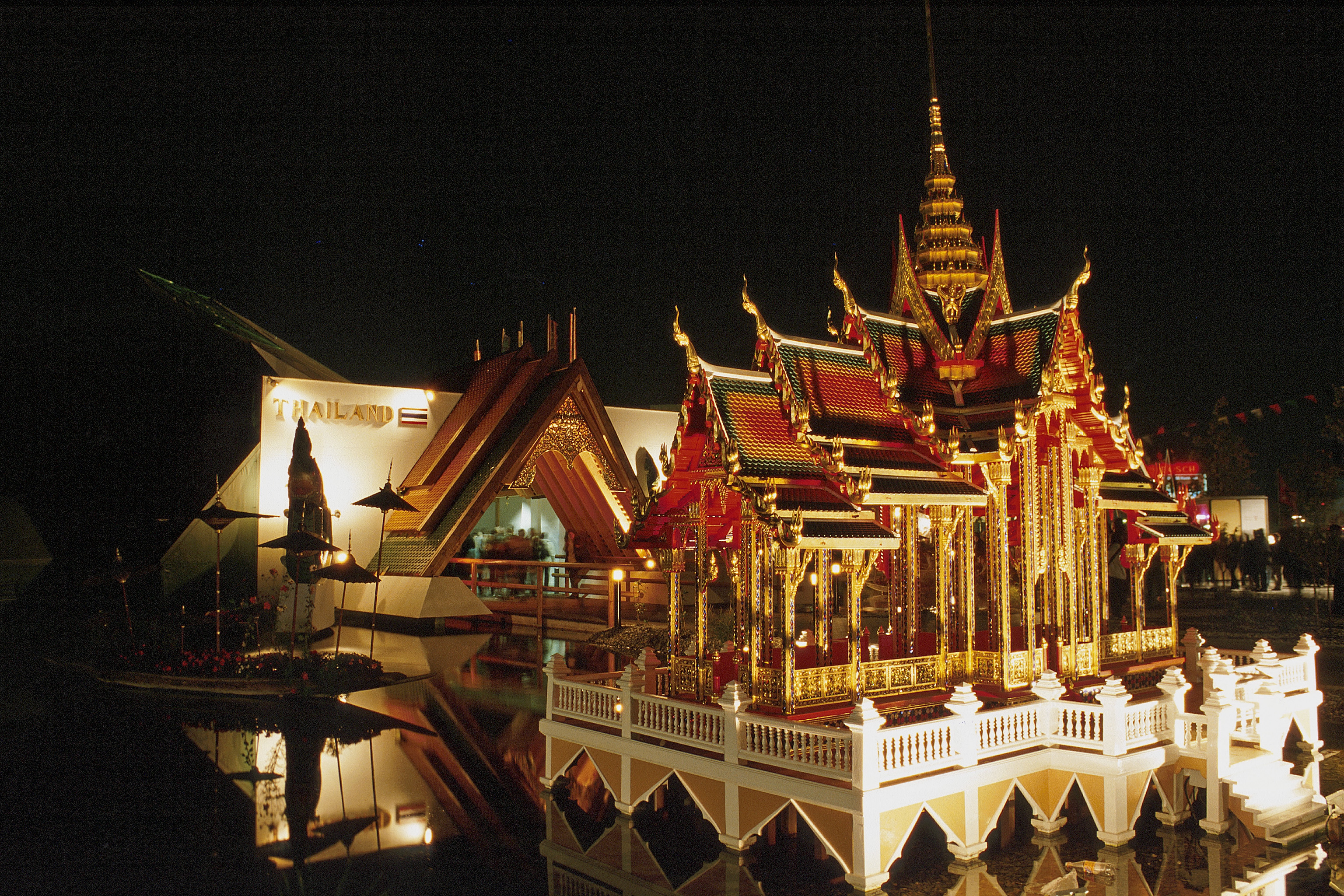
泰國館
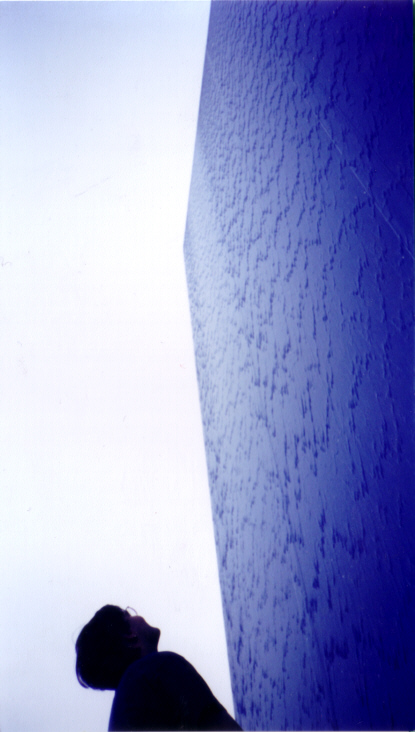
冰島館
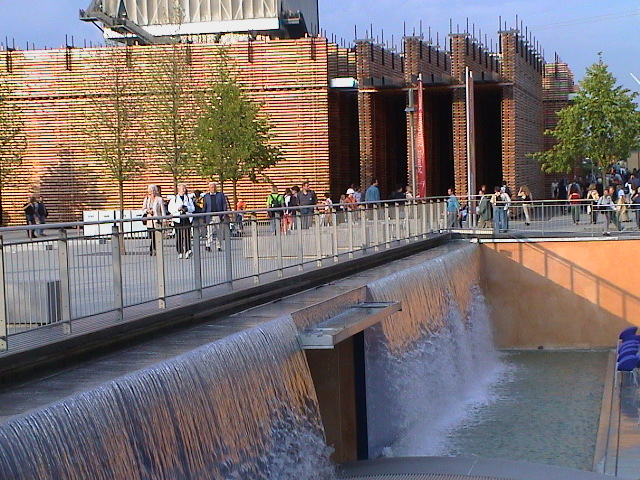
瑞士館和花園瀑布
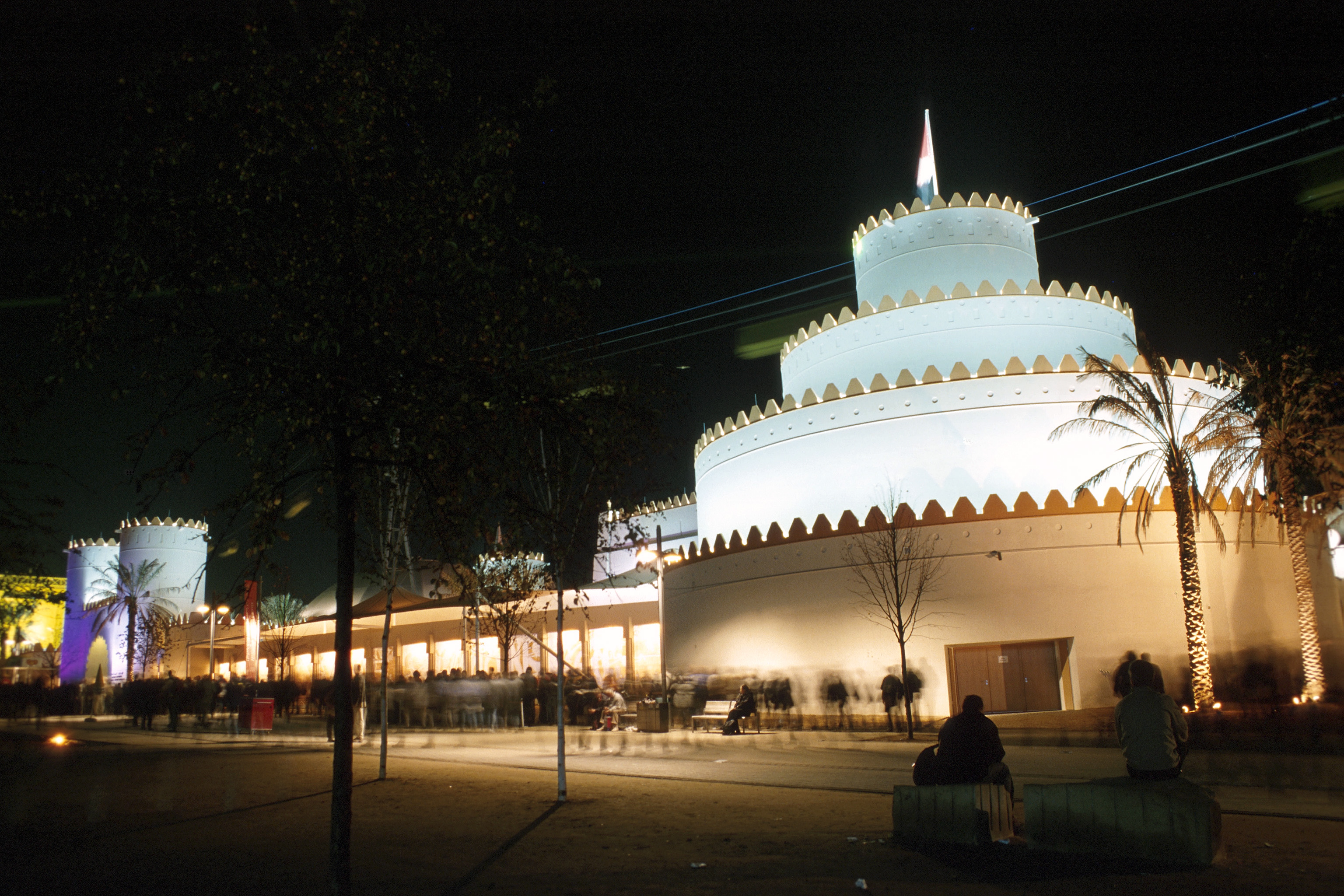
阿拉伯聯合大公國館
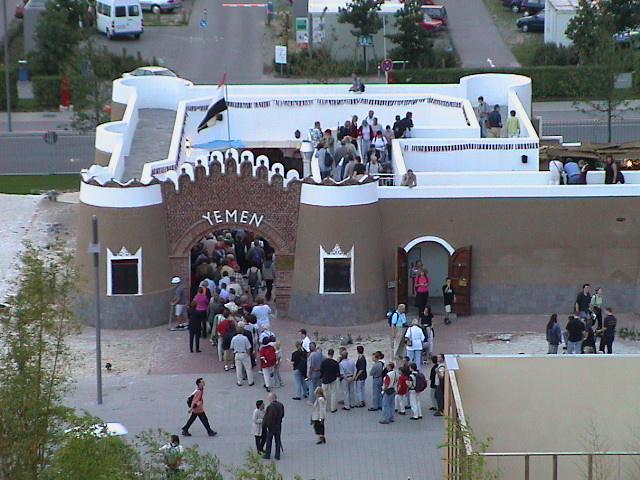
葉門館

### 其他展館建築

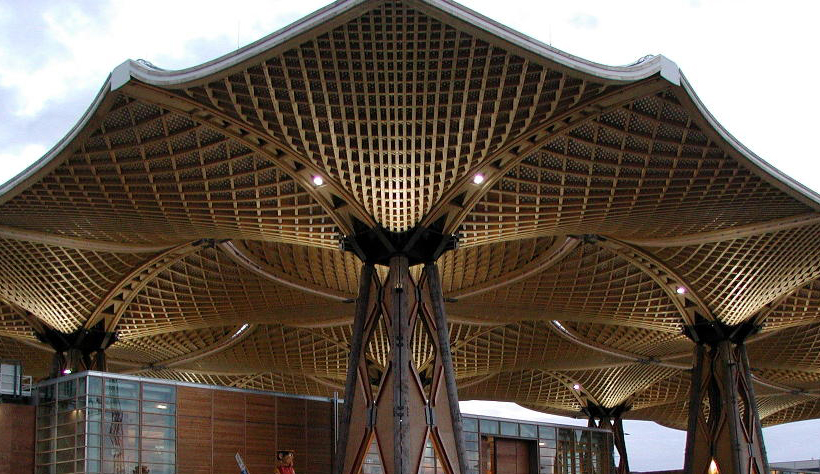
2000年世界博覽會的標誌建築仍是世界上最大的木製屋頂
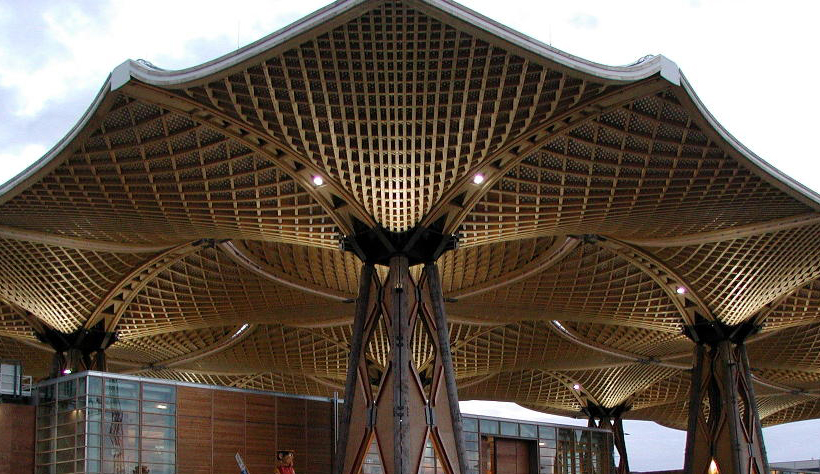
白杉木樑支撐著世界上最大的懸臂式木制屋頂
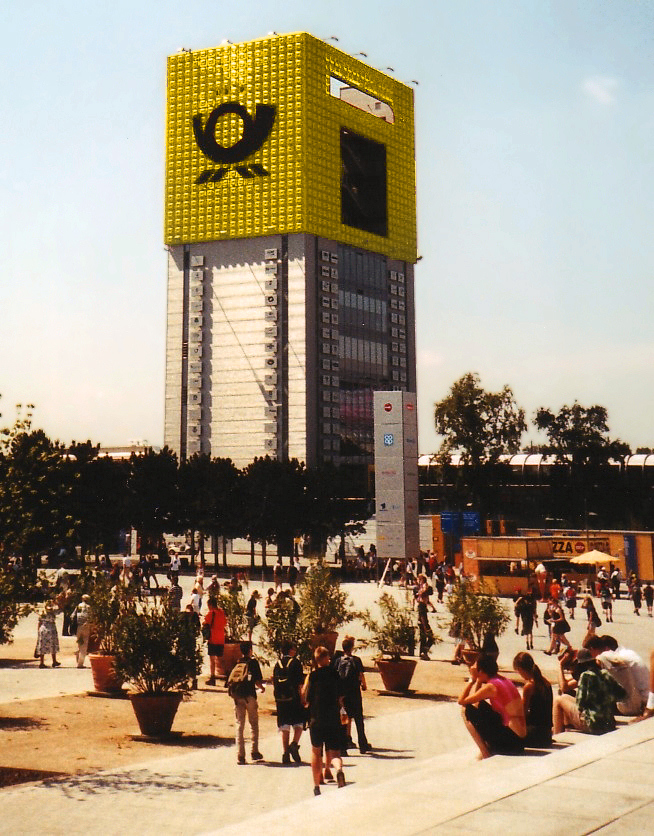
德國郵政公司（德语：Deutsche Post AG）的「郵箱展館（德语：Postbox）」
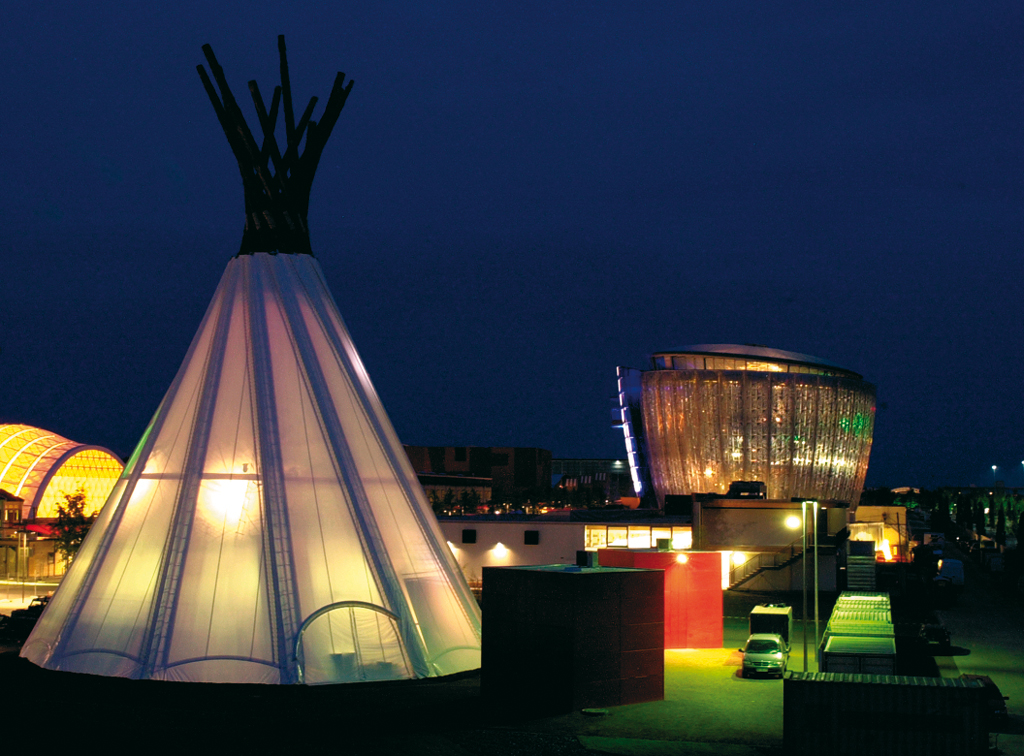
2000年世博會大獎